# ステーション (ソフトバンクモバイル)
ステーションとは、ソフトバンクモバイルが第2世代移動通信システム（2G・2.5G）で提供していた携帯電話のプッシュ型情報サービスである。
端末位置情報に応じた天気予報やニュースなどが、ポケットベルメッセージのように自動配信されてくるので人気があった。

## サービスの開始および終了
J-PHONE（当時）が2000年秋に北海道・関東甲信・東海・北陸・関西・九州エリアでサービスを開始、翌2001年春からは全国で（東北新潟・中国・四国エリアでも）開始された。東北新潟・中国・四国エリアで当初サービスが行われなかったのは、交換機のシステムが各地域で違っていたことが原因である。
- 北海道・関東甲信・東海・北陸・関西・九州エリア（Jフォン東京・Jフォン北海道・Jフォン北陸・Jフォン関西・Jフォン九州）：エリクソン（デジタルホンのシステム）
- 東北新潟・中国・四国エリア（Jフォン東北・Jフォン中国・Jフォン四国）：NEC（ツーカーのシステム）

そのため東北新潟・中国・四国エリアでは、本機能が撤去された端末（品番の末尾に「ｓ」が付く）が販売されていた。
2010年3月31日未明、ソフトバンクモバイルの2G終了により、ステーションもサービスを終了した。

## 概要
- データ受信料は不要。ステーション利用の申込みも不要。
- 有料コンテンツと無料コンテンツがあり、ステーション対応機種であれば無料コンテンツを無料で受信できる。
- 有料チャンネルのうちいずれかを購読する場合には、情報料（有料コンテンツ全体で105円／月額）が必要。
- パケット対応機（2.5G機。SoftBank 6･5シリーズ）では有料コンテンツの情報料もウェブ使用料に含まれているので、ウェブ使用料に加入していれば別途申し込む必要は無い。
- パケット非対応機（2G機。SoftBank 4･3･2シリーズ）では上記のウェブ使用料を申し込むことも、有料コンテンツ（ステーション有料チャンネル）のみを個別に申し込むこともできる。
- プリペイド契約では有料コンテンツの受信はできないが、無料コンテンツの受信は可能である。
- 「お天気アイコン」対応機種では、有料コンテンツの購読を申し込むことで現在端末が存在するエリアの天気予報を待ち受け画面に自動表示させることができる。
- 現在の主力商品であるSoftBank 3Gシリーズでは当初からサービスを行っていない。（理由は後述）

## 使い方
- 携帯端末のメニューから「ステーション」サービスにアクセスする。トップページである「メインリスト」には全「チャンネル」（コンテンツ）の一覧があり、利用者はその中から好きなものを端末内にある「マイリスト」に登録しておく（実際にはおそらくセンターでのユーザ情報として管理される）。
- 登録したチャンネルに新しい記事が書き加えられると即、当該記事が自動的にユーザの端末へと配信され、マナーモード等でない限りユーザに新着が通知される。
- 天気予報については「東京(札幌、福岡…)の天気」といった地名によるチャンネル分けはなく、単一のチャンネルを登録しておくだけで、端末の場所に応じた（基地局が含まれる地域の）予報を配信した。
- 機種によっては、最寄（現在通信中）の基地局の設置場所（地番以下は省く）を表示させて大まかな現在位置を知る機能を備えたものもあった。

## チャンネル
- 全国共通コンテンツと地域限定コンテンツがあり、チャンネル数が多いのも特徴であるが、2008年現在、地域限定コンテンツはない。
- 「マイリスト」には、一般のチャンネルとは別に「緊急情報」という無料コンテンツが最初から登録されているが、2001年のアメリカ同時多発テロ以降の配信はない。その代わり臨時ニュースが入ると「総合ニュース」が「速報ニュース」名で配信される。

## 周辺事情
- SoftBank 3Gの前身である旧VGS・Vodafone 3Gでの不提供は、3Gサービス開始時に当時の親会社である英国Vodafoneより、Vodafoneグループ統一規格を導入するよう指示が出ていたため、スカイメールと共にステーションも切り捨てざるを得なかった経緯がある。その後、統一規格戦略は日本のユーザからは支持されなかったため、それに伴い英国からの縛りは緩くなり、端末位置情報取得機能のみ復活（利用不可状態で一部機種に組み込まれていた）、Vodafone live!の一部サイトにて、位置情報を利用したコンテンツの提供を開始した。
- さらに、新たに発売された機種でステーションの発展版と称されるVodafone live! CASTの提供をスタートさせた（これは後にS!CASTを経てS!情報チャンネルとなる）が、「ステーション」への対応を望む声も多い。

## ソフトバンクモバイルの類似サービス
終了
- S!CAST（旧称 Vodafone Live!CAST）

ソフトバンクモバイルがかつて3G向けに行っていたサービス。2006年秋冬モデルの SoftBank 3G 一部機種より、S!CAST を利用した「3Gお天気アイコン」サービスが追加され、これにより端末の位置に応じた天気情報を受信できた。2007年9月28日に一旦終了したが、2008年1月28日より再開した。S!CAST・S!情報チャンネルの記事を参照。
現行
- S!速報ニュース（旧称 ライブモニター）

3G向けサービス。ニュース・天気・芸能・スポーツなど50種以上のコンテンツから好きなものを登録しておき、待受画面のテロップとして自動配信を受ける。テロップのクリックで詳しい情報に飛ぶ。
- S!情報チャンネル

S!CASTの後継サービス。天気情報アイコンを待受画面に表示する「3Gお天気アイコン」機能を含む。

## 同業他社の類似サービス
NTTドコモでは2005年の701iシリーズより類似サービスiチャネルを、auでは2006年のW43H・W43CAよりEZニュースフラッシュを、SoftBank 3Gでも2006年秋冬モデルの一部機種よりライブモニター（前述）を開始している。しかしいずれも端末位置情報とは無関係な単なるコンテンツ配信である点が「ステーション」に劣っていた。
2009年11月、ドコモは、2008年冬モデル端末発売時に開始したプッシュ型レコメンドサービス「iコンシェル」と2009年冬モデル以降の一部機種に搭載した「オートGPS機能（GPS位置情報を定期的にセンターに送信する）」とを組み合わせて、精度の高い位置情報に基づいたプッシュ型情報配信サービスを開始した。月額料金に加えてパケット代が別途掛かるものの、地域別天気予報などの一括情報に加えて、登録場所近接リマインダーや終電アラームなどの、よりきめ細かなユーザ個別宛の情報通知をも受けることができるようになった。

## 関連情報
- 緊急地震速報 - 気象庁提供の地震早期警報システム。
  - エリアメール
  - 緊急速報メール (au)
  - 緊急速報メール (SoftBank)